# Gephyromantis ventrimaculatus
Gephyromantis ventrimaculatus es una especie de anfibios de la familia Mantellidae.
Es endémica de Madagascar.
Su hábitat natural incluye bosques bajos y secos y montanos tropicales o subtropicales secos.
Está amenazada por la pérdida de su hábitat natural.